# Тридентски сабор
Тридентски сабор је деветнаести екуменски сабор Римокатоличке цркве. Одржан је у раздобљу од 13. децембра 1545. до 4. децембра 1563. у Триденту (данашњи Тренто у Италији), као одговор на теолошке и еклисиолошке изазове које је поставила Протестантска реформација. На овом је сабору потврђено учење Римокатоличке цркве о спасењу, сакраментима, библијском канону, а након њега уједначен је начин слављења мисе у цијелој Цркви.

## Претходни догађаји
Након што је папа Лав X објавио папинску булу Exurge Domine (1520), Мартин Лутер спалио је тај документ и затражио да се сазове општи сабор. Њемачки земаљски сабори придружили су се 1522. том захтјеву, а идеју је подржавао и Карло V као начин поновног уједињења Цркве и примирења сукоба око Реформације.
Папа Климент VII се отворено противио идеји о сазивању екуменског сабора, подржавајући у томе францускога краља Франсоа I Осим тога, након буле Execrabilis коју је 1460. објавио папа Пије II, те његовог одговора Келнском универзитету 1463, у којима је одбацио теорију о власти општег црквеног сабора над папом коју је био прокламирао сабор у Костанци.
Ипак, папа Павле III увидио је да није више ријеч само о неколико протестантских проповједника, него да су и различити кнезови и остали владари прихватили нове идеје. Стога је желио сазвати сабор, но кад је то предложио кардиналима, наишао је на једногласно одбијање. Упркос томе, послао је нунције широм Европе како би представио своју замисао. Француска и већина њемачких протестаната одбили су позив. Будући да је Карло V инсистирао да се сабор одржи, папа га је сазвао првобитно у Мантови, а потом у Тренту. У то вријеме је то био слободан град Светог римског царства с кнезом-бискупом на челу.

## Засједања Тридентинског сабора
Сабор је сазван за 13. децембар 1545, када је свечано и отворен у тридентској катедрали св. Вигилија. У марту 1547, због страха од куге, премјештен је у Болоњу, а 17. септембра 1549. одгођен на неодређено вријеме. Поновно га је 1. маја 1551. у Тренту отворио папа Јулије III, но убрзо је прекинут због побједе Мауриција, саскога војводе, над царом Карлом V. На крају је сабор 18. јануара 1562. поновно сазвао папа Пије IV , а коначно су засједања завршена 4. децембра 1563.
Ток сабора може се подијелити у три главна раздобља: од 1545. до 1549, од 1551. до 1552. и од 1562. до 1563. Најзначајније је ово посљедње раздобље због доношења догматских декрета. Број учесника растао је према завршним сједницама сабора, а декрете је потписало 255 учесника, укључујући и четворицу папиних изасланика, двојицу кардинала, тројицу патријарха, 25 надбискупа и 168 бискупа. Од тога, двије трећине били су Италијани.

## Циљеви сабора
Тридентински сабор имао је два главна циља: ријешити питање протестантизма и подстаћи обнову у Цркви.
Већина учесника сабора је жељела осудити протестантско учење, те дефинисати доктрину Католичке цркве у свим тачкама које су биле доведене у питање. Истина је да је цар замислио овај сабор као прилику пружену протестантима да их се саслуша, па је у вријеме другог раздобља засједања сабора (1551-1552) омогућио да се двапут позову протестанти, а сам је сабор издао гарантно писмо (на тринаестој сједници), те понудио право на расправу, али не и право гласа. Филип Меланхтон и Јохан Бренц, с још неколико њемачких протестаната, кренули су 1552. према Тренту, но, будући да им није гарантовао право гласа, а и због сукоба саскога војводе и цара, нису судјеловали у сједницама сабора.
Обнова у Цркви требало је да се постигне уређивањем црквене дисциплине и управе. Ова су питања донекле дотакнута на Петом латеранском сабору за папе Јулија II и Лава X, но проблем је остао присутан, те се показао као један од секундарних повода Реформације.

## Ток сабора
Одржано је двадесет и пет јавних сједница, но готово половина од њих односиле су се на формалности. Главни дио посла обављао се у одборима и конгрегацијама, а читаво вођење сабора било је у рукама папиних изасланика. Сабор је донио одлуке како би се сузбиле неке од најочитијих злоупотреба, а увео је и реформу у питању дијељења опроста, што је било једно од главних питања на почетку Реформације. Исто тако, донијете су одлуке о обнови редовничког живота, о школовању клера, о обавези бискупа да пребива у својој бискупији, те о забрани двобоја. Премда је неколицина учесника показивала умјерену наклоност према ставовима реформатора о првенству Светога писма и о оправдању самом вјером, сабор ни у чему није изашао усусрет протестантима.
Одлучено је, тако, да Црква има посљедњу ријеч у тумачењу Светог писма, а хришћанин који се не би подложио црквеном тумачењу могао је бити проглашен јеретиком. Библија и црквена предања равноправни су извори објаве.
Противећи се Лутеровом учењу о спасењу само по вјери, сабор је нагласио да се до спасења долази вјером и дјелима.
Такође је одлучено да су опрости исправни изрази вјере.